# Sally Engle Merry
Pour les articles homonymes, voir Merry.
Sally Engle Merry, née le 1er décembre 1944,  morte le 8 septembre 2020, est une anthropologue américaine. Elle fut professeur d’anthropologie à l’université de New York et directrice du Programme Droit et société. Elle a enseigné auparavant au Collège de Wellesley. Merry fut professeur invitée dans de nombreuses institutions académiques des États-Unis et à l'université du peuple de Chine de Pékin en 2001.

## Parcours académique
En 1966 Sally Engle Merry obtient la licence au Wellesley College à Wellesley (Massachusetts) puis en 1967 une maitrise à l'Université Yale de New Haven suivi en 1978 d'un doctorat à l'université Brandeis de Waltham (Massachusetts).

## Travaux
Ses travaux explorent le rôle de la loi dans le champ de l’urbanité aux États-Unis, mais aussi dans le champ de la colonisation et du transnationalisme.  Ses études les plus récentes posent un œil critique sur les droits humains et le genre dans une optique transnationale avec une approche comparative.  Notamment, Merry s’est consacrée à l’étude de la question des droits humains et des lois les entourant tels qu’elle est interprétée en Chine, en Inde, au Nigeria et au Pérou.
Les parutions récentes de Sally Engle Merry sont Colonizing Hawai’i: The Cultural Power of Law (Princeton University Press, 2000), titre ayant reçu le prix J. Willard Hurst de l’Association Loi et Société (USA) en 2001 ; Human Rights and Gender Violence: Translating International Law into Local Justice (University of Chicago Press,  2006) et The Practice of Human Rights: Tracking Law between the Local and the Global (Cambridge University Press, 2007), en coédition avec Mark Goodale.  Elle est l’auteur ou l’éditrice de plusieurs autres ouvrages.
Sally Engle Merry est l’auteur de nombreux articles sur la question du droit des femmes dans le cadre plus large des droits humains, sur la violence faite aux femmes et sur les processus locaux nés de la réflexion sur les droits humains translocaux.
Ancienne présidente de l’Association Droit et société et de l’Association d’anthropologie politique et légale, Sally Engle Merry siège aux conseils exécutifs de l’Association américaine d’anthropologie et de l’Association Droit et société (USA). En 2007, elle reçoit de l’Association Droit et société le prix Kalven pour ses contributions scientifiques.

## Publications

### Ouvrages
- 1981  Urban Danger : Life in a Neighborhood of Strangers. Philadelphia, PA: Temple University Press.
- 1990  Getting Justice and Getting Even : Legal Consciousness Among Working-Class Americans. Chicago, IL: University of Chicago Press.
- 1993  The Possibility of Popular Justice : A Case Study of American Community Mediation. Codirigé avec Neal Milner.  Ann Arbor, MI: Univ. of Michigan Press.
- 2000  Colonizing Hawai'i : The Cultural Power of Law.  Princeton, NJ : Princeton University Press.
- 2004  Law and Empire in the Pacific : Hawai'i and Fiji. Codirigé avec Donald Brenneis.  School of American Research Press, Santa Fe, NM
- 2006  Human Rights and Gender Violence : Translating International Law into Local Justice. Chicago: University of Chicago Press.
- 2007  The Practice of Human Rights : Tracking Law Between the Global and the Local.  Codirigé avec with Mark Goodale.  Cambridge: Cambridge University Press.
- 2008 Gender Violence : A Cultural Introduction.  London: Blackwell.

### Articles
- 1979  "Going to Court:  Strategies of Dispute Management in an American Urban  Neighborhood."  Law and Society Review  13:4 891 925.
- 1980  "Racial Integration in an Urban Neighborhood: The Social Organization of Strangers."  Human Organization 39: 59 69.
- 1980  "Manipulating Anonymity: Streetwalkers' Strategies for Safety in the City."  Ethnos 45: 157 176.
- 1981  "Defensible Space Undefended: Social Factors in Crime Control through Environmental Design."  Urban Affairs Quarterly 16: 397 422.
- 1982  "The Social Organization of Mediation in Non Industrial Societies: Implications for Informal Community Justice in America."  In The Politics of Informal Justice Vol. II, Comparative Studies   Richard L. Abel (ed.) New York : Academic Press.
- 1982  "The Articulation of Legal Spheres."  In African Women and the Law: Historical Perspectives.  M. Wright and M. Hay (eds.)  Papers on   Africa, Vol. VI, Boston University African Studies Center.
- 1982  "Defining `Success' in the Neighborhood Justice Movement."  Neighborhood Justice: Assessment of an Emerging Idea.   Pp. 172 193 in Malcolm Feeley and Roman Tomasic (eds.) New York: Longman.
- 1982  "The Future of Urban Danger."  In Cities and the 21st Century. Gary Gappert and Richard V. Knight (eds.) 23rd Urban Affairs Annual Beverly Hills, CA: Sage Publications.
- 1984  "Rethinking Gossip and Scandal."  In Toward a General Theory of Social Control. Vol. II.  Donald Black (ed.)  New York: Academic Press.
- 1984  "Anthropology and the Study of Alternative Dispute Resolution." Journal of Legal Education 34:  277 284.  Journal issue received Second Prize from the Center for Public Resources, 1985.
- 1984  "What do Plaintiffs Want?: Reexamining the Concept of Dispute." (Susan Silbey, coauteur) Justice System Journal 9: 151 179.  Special Issue on Alternative Dispute Resolution.
- 1985  "Concepts of Law and Justice among Working Class Americans: Ideology as Culture." Legal Studies Forum 11: 59 71.
- 1986  "Mediator Settlement Strategies." Susan S. Silbey, coauteur. Law and Policy. 8: 7   32.
- 1986  "Everyday Understandings of the Law in Working class America." American Ethnologist 13: 253   270.
- 1987  "Crowding, Conflict, and Neighborhood Regulation" in  Neighborhood and Community Environments. Vol. 9 in Human Behavior and Environment, Advances in Theory and Research.  Irwin Altman and Abraham Wandersman (eds.).  New York: Plenum Press.
- 1987  "Disputing without Culture: Review Essay of Dispute Resolution."  Harvard Law Review 100: 2057 - 2073.
- 1987  "The Culture and Practice of Mediation in Parent/Child Conflicts."   Negotiation Journal 3:411-422.
- 1988  "The Mediation Process in Family and Neighborhood Disputes."  Group Analysis Quarterly 21 (1): 47-56.
- 1988  "The Mediation Process: Myth and Practice."  Mediation and Criminal Justice: Victims, Offenders, and Community.  Martin Wright and Burt Galaway (eds.)  London: Sage.
- 1988  "Urban Danger: Life in a Neighborhood of Strangers." Urban Life: Readings in Urban Anthropology.  First, Second, and Third Editions.  George Gmelch and Walter Zenner (eds.)  Waveland Press. 1995.
- 1988  "From the Editors" écrit avec d'autres auteurs. Special Issue of the Law and Society Review on Law and Ideology 22:4.
- 1988 "Legal Pluralism."  Law and Society Review 22: 869-896.  Translated into Chinese (2003) for Global  Law Review by  Zhang Guanzi.  Translated into Spanish (2006) and reprinted in Nuevo Pensamiento Jurídico, published by Siglo del Hombre and Los Andes School of Law, Columbia
- 1988 "Ideological Production: The Making of Community Mediation."  Law and Society Review 22: 709-37 (Christine Harrington, coauteur).
- 1989  "Mediation in Cross-cultural Perspective."  The Mediation of Disputes: Empirical Studies in the Resolution of Social Conflict. Ken Kressel and Dean Pruitt, Eds.  San Francisco: Jossy-Bass.
- 1990  "Law as Fair, Law as Help: The Texture of Legitimacy in American Society" in New Directions in the Study of Law, Justice, and Social Control. School of Justice Studies, Arizona State University (eds.), Plenum Press.
- 1990  "The Discourses of Mediation and the Power of Naming."  Yale Journal of Law and Humanities 2:1-35.
- 1990  "The Culture of Judging," Review Essay on The Anthropology of Justice: Law as Culture in Islamic Society.  Lawrence Rosen.  Columbia Law Review 90: 2311-2328.
- 1990 "Varieties of Mediation Performance: Replicating Differences in Access to Justice." In  Access to Civil Justice. Allan C. Hutchinson (ed.) Toronto: Carswell.
- 1991 "Law and Colonialism: Review Essay."   Law and Society Review 25: 879-922.
- 1992  "Anthropology, Law and Transnational Processes."  Annual Reviews in Anthropology 21: 357-379.
- 1992 "Popular Justice and the Ideology of Social Transformation."  Social and Legal Studies 1: 161-76.
- 1992  "Culture, Power, and the Discourse of Law"  New York Law School Law Review 37:209-229.
- 1993  "Sorting Out Popular Justice."  in The Possibility of Popular Justice: A Case Study of American Community Mediation.  Sally Merry and Neal Milner, editors.  Ann Arbor, MI: Univ. of Michigan Press.
- 1993 "Mending Walls and Building Fences: Constructing the Private Neighborhood."  Journal of Legal Pluralism 33: 71-91.
- 1994 "Grassroots Mediation: A Portrait of Albie Davis" in When Talk Works: Profiles of Master Mediators, Deborah Kolb, editor.  San Francisco: Jossey-Bass.
- 1994 "Courts as Performances: Domestic Violence Hearings in a Hawai'i Family Court."  pp. 35 – 59 in Contested States: Law, Hegemony, and Resistance.  Susan Hirsch and Mindie Lazarus-Black, eds.  New York: Routledge.
- 1994 "Narrating Domestic Violence: Producing the "Truth" of Violence in 19th- and 20th-Century Hawaiian Courts."  Law and Social Inquiry 19:967-993.
- 1995 "Resistance and the Cultural Power of Law."  Presidential Address, Law and Society Review 29: 11-27.
- 1995 "Wife Battering and the Ambiguities of Rights."  pp. 271–307 in Identities, Politics, and Rights.  Amherst Series in Law, Jurisprudence, and Social Thought.  Austin Sarat and Thomas Kearns, eds. Ann Arbor, MI: Univ. of Michigan Press.
- 1995  "Gender Violence and Legally Engendered Selves."  Identities: Global Studies in Culture and Power 2:49-73.
- 1997  "Legal Vernacularization and Transnational Culture: the Ka Ho'okolokolonui Kanaka Maoli, Hawai'i 1993."  Human Rights, Culture and Context: Anthropological Perspectives. Richard Wilson, ed. pp. 28–49.  Pluto Press.
- 1998  “Global Human Rights and Local Social Movements in a Legally Plural World." Canadian Journal of Law and Society 12: 247-271.
- 1998.  "Law, Culture, and Cultural Appropriation."  Yale Journal of Law and Humanities. 10:101-129.
- 1998. "The Criminalization of Everyday Life." pp. 14 – 40 in Everyday Practices and Trouble Cases. Austin Sarat, ed.  Northwestern Univ. Press.
- 1999. "Pluralizing Paradigms: From Gluckman to Foucault."  Polar: Political and Legal Anthropology Review 22: 108-115.
- 1999. "Criminalization and Gender: The Changing Governance of Sexuality and Gender Violence in Hawai'i."  pp. 75–103 in Governable Places: Readings on Governmentality and Crime Control.  Russell Smandych, ed. Aldershot, UK: Ashgate/Dartmouth.
- 1999  "Il controllo della spazio ai confini dell'impero." (Spatial Governmentality on the Fringes of Empire)   Sociologia del diritto 28 (3): 159-188.  Published also as a volume of the series Sociologica del diritto, edited by Angeli, Milan .
- 2000  "Globalizations Past: From Lahaina to London in the 1820s." pp. 81– 101. Globalizing Institutions: Case Studies in Regulation and Innovation.  Edited by Jane Jenson and Boaventura de Sousa Santos. Aldershot, UK: Ashgate/Dartmouth.
- 2000  "Mennonite Peacebuilding and Conflict Transformation: A Cultural Analysis." pp. 203–217 in From the Ground Up.  John Paul Lederach and Cynthia Sampson, Eds. New York: Oxford University Press.
- 2000    “Crossing Boundaries: Methodological Challenges for Ethnography in the Twenty-first Century.” Polar: Political and Legal Anthropology Review 23 (2): 127-134.
- 2001 “Racialized Identities and the Law."  pp. 120–139 in Cultural Diversity in the United States: A Critical Reader. Edited by Ida Susser and Thomas C. Patterson. New York: Blackwell Publishers.
- 2001   “Changing rights, changing culture."  pp. 31–56 in Culture and Rights: Anthropological Perspectives. Jane Cowan, Marie-Benedicte Dembour, and Richard A. Wilson, eds.  London: Cambridge University Press,
- 2001  “Women, Violence, and the Human Rights System."  pp. 83–98 in Women, Gender, and Human Rights: A Global Perspective.  Margery Agosin, ed. New Brunswick: Rutgers Univ. Press.  Translated (2002) as Las Mujeres, La Violencia y el Sistema de Derechos Humanos. Translated by Moises Silva. Revista de estudios de genero: La Ventana.  Universidad de Guadalajara. II (15): 64-92.
- 2001  "Rights, Religion, and Community: Approaches to Violence Against Women in the Context of Globalization."  Law and Society Review   35: 39-88.
- 2001  "Spatial Governmentality and the New Urban Social Order: Controlling Gender Violence through Law." American Anthropologist  103: 16-30.
- 2001  "Law, Anthropological Aspects."  pp. 8489–8492.   International Encyclopedia of the Social & Behavioral Sciences.  N. J. Smelser and Paul B. Baltes  (editors).   Pergamon, Oxford.
- 2002. “Governmentality and Gender Violence in Hawai‘i in Historical Perspective.”  Social and Legal Studies 11(1): 81-110.
- 2002. “Comparative Criminalization: Cultural Meanings of Adultery and Gender Violence in Hawai‘i in 1850 and 1990.”  Pacific Studies 25 (1): 203-220.
- 2002. “Crime and Criminality: Historical Differences in Hawai‘i.” The Contemporary Pacific 14:2: 411-426.
- 2002  "Ethnography in the Archives."  pp. 128–142 in  June Starr and Mark Goodale (eds.), Practicing Ethnography in Law: New Dialogues, Enduring Methods.  New York: Palgrave/St. Martin's.
- 2002. Symposium, “Battered Women and Feminist Law Making: Author Meets Readers.” Elizabeth M. Schneider, Christine Harrington, Sally Engle Merry, Renee Rompkens, and Marianne Wesson, Journal of Law and Policy 10: 313.
- 2002. “Moving Beyond Ideology Critique to the Analysis of Practice:  Comment on “Illusions and Delusions about Conflict Management – In Africa and Elsewhere” by Laura Nader and Elisabetta Grande.” Law and Social Inquiry 27: 609-612.
- 2003  “Kapi‘olani at the Brink: Dilemmas of Historical Ethnography in Nineteenth-Century Hawai‘i.”  American Ethnologist  30:1: 44-61.
- 2003 “Rights Talk and the Experience of Law: Implementing Women’s Human Rights to Protection from Violence.”  Human Rights Quarterly  25:2: 343-381.
- 2003.  “Christian Conversion and ‘Racial’ Labor Capacities: Constructing Racialized Identities in Hawai‘i.” Pp. 203-238 in Globalization Under Construction: Governmentality, Law, and Identity. Richard Warren Perry and Bill Maurer, eds. Minneapolis: Univ. of Minnesota Press.
- 2003. “Hegemony and Culture in Historical Anthropology: A Review Essay on Jean and John L. Comaroff, From Revelation to Revolution, Vols. I. and II.  American Historical Review.   Volume 108, No. 2, April 2003: 460-70.
- 2003 “From Law and Colonialism to Law and Globalization: A Review Essay on Martin Chanock, Law, Custom, and Social Order: The Colonial Experience in Malawi and Zambia.” Law and Social Inquiry 28:2: 269-290.
- 2003.  “The Politics of Gender Violence:  Law Reform in Local and Global Places.” (with Mindie Lazarus-Black).  “Introduction” to a Symposium on Violence between Intimates, Globalization, and the State.”  Law & Social Inquiry  28(4):931-939.
- 2003  “Constructing a Global Law - Violence Against Women and the Human Rights System” Law and Social Inquiry   28:4: 941-979.
- 2003. “Human Rights Law and the Demonization of Culture (And Anthropology Along the Way)” in Commentary, Anthropology News, Newsletter of the American Anthropological Association, 44 (2), Feb. 2003.
- 2003  "Human Rights Law and the Demonization of Culture (And Anthropology Along the Way)” Polar: Political and Legal Anthropology Review  26:1: 55-77.
- 2004  "Introduction" coécrit avec Donald Brenneis. pp. 3 – 34 in Law and Empire in the Pacific, codirigé avec Donald Brenneis.  Santa Fe, NM:  School of American Research Press.
- 2004  "Law and Identity in an American Colony." pp. 123 – 152 in Law and Empire in the Pacific, codirigé avec Donald Brenneis.  Santa Fe, NM:  School of American Research Press.
- 2004  “Colonial and Postcolonial Law.”  pp. 569–588 in The Blackwell Companion to Law and Society, Austin Sarat, ed. London: Blackwell Publishing.
- 2004. "Regulation and Relations."  pp. 63–78 in Law and Society. Beijing:  Renmin University Press.  Published in Chinese.
- 2004. Comment on Comments on Colonizing Hawai'i.   Law and Society Review 38 (4): 861-866.
- 2005. "Human Rights and Global Legal Pluralism: Reciprocity and Disjuncture" in Mobile People, Mobile Law: Expanding Legal Relations in a Contracting World.  pp. 215–233 in Franz von Benda Beckman, Keebet von Benda Beckman, Anne Griffiths, eds. Ashgate.
- 2005 "The Female Inheritance Movement in Hong Kong: Theorizing the Local/Global Interface." Coauteur avec Rachel Stern. Current Anthropology   46 (3): 387-409.
- 2005. “Anthropology and Activism: Researching Human Rights across Porous Boundaries.”  Polar: Political and Legal Anthropology Review 28 (2): 240-258..
- 2006.  “Commentary on Aloha Betrayed: Native Hawaiian Resistance to American Colonialism, by Noenoe Silva.”  The Contemporary Pacific 18:1: 159-163.
- 2006. Review Essay: "Race, Inequality, and Colonialism in the New World Order." Law & Society Review Vol.40, No.1.: 235-247.
- 2006. “ Transnational Human Rights and Local Activism:  Mapping the Middle”  American Anthropologist 108 (1): 38-51.
- 2006 “Anthropology and International Law.”  Annual Review of Anthropology 35: 99-116.
- 2006.  “Human Rights and Transnational Culture: Regulating Gender Violence through Global Law.” Osgoode Hall Law Journal. 44 (1):  53-77.
- 2006.  “New Legal Realism and the Ethnography of Transnational Law”  Law and Social Inquiry 31 (4): 975-995.
- 2006. “Fluditiy of Human Rights in Practice”.  Anthropology News, May 2006, Vol. 47,  No5: 4-4.
- 2007. Report on Conference on Law and Governance, Max Planck in Halle. APLA Column, Anthropology News.
- 2007.  “Global Regulation and Local Political Struggles: Early Marriage in Northern Nigeria”  coécrit avec Annie Bunting.  pp. 321–353 in  Youth, Globalization, and the Law,  edited by Sudhir Venkatesh and Ron Kassimir. Stanford:  Stanford Univ. Press.
- 2007. “Conflict Resolution vs. Human Rights.”  Commentary in Anthropology News 48 (7): 16.
- 2007  “Human Rights Law as a Path to International Justice: The Case of the Women’s Convention.”  In Paths to International Justice :Social and Legal Perspectives. Marie-Benedict Dembour and Tobias Kelly, eds.  Cambridge, UK: Cambridge University Press.
- 2008. “International Law and Sociolegal Scholarship: Toward a Spatial Global Legal Pluralism.”  Special Issue of Studies in Law, Politics, and Society,  Vol. 41: 149-168.. “Law and Society Reconsidered.”  Austin Sarat (ed.). JAI Press, Elsevier Limited.
- 2008. “Introduction” to Gender and Globalization in Asia and the Pacific.   With Kathy E. Ferguson and Monique Mironesc.  University of Hawai‘i Press.
- 2008. “Derechos humanos, género y nuevos movimientos sociales: Debates contemporáneos en antropología juridical” Traducido del inglés por Héctor Ortiz Elizondo. RELAJU,  Justicia y diversidad en tiempos de globalización, edited by Victoria Chenaut, Magdalena Gómez, Héctor Ortíz y María Teresa Sierra.  Mexico City: CIESAS.
- 2008. “Commentary on Commentaries: Reviews of Human Rights and Gender Violence.” American Anthropologist  (December) 110 (4).

“Human Rights in the Imperial Heartland.” In Rethinking America:  The Imperial Homeland in the 21st Century.  Edited by Jeff Maskovsky and Ida Susser. Paradigm Press. 
- 2009. “Internationales Recht “ (International Law) Entry in Globalization Face to Face.  Andre Gingrich, Eva Maria Knoll, and Fernand Kreff, eds. Suhrkamp: Germany.   Published in German.
- “Gender Violence” in The Encyclopedia of Human Rights. Oxford University Press.

## Prix, mentions et distinctions
- 2002 : prix James Willard en histoire légale, Law and Society Association, pour la parution de Colonizing Hawai
- 2007 : prix Harry Kalven pour ses contributions à l’étude de la Loi et de la Société, Law and Society Association (USA)